# 夜間瀬駅
夜間瀬駅（よませえき）は、長野県下高井郡山ノ内町大字夜間瀬にある長野電鉄長野線の駅。駅番号はN22。

## 歴史
- 1927年（昭和2年）4月28日：開業[1]。
- 1972年（昭和47年）5月15日：無人駅となる[1]。
- 2011年（平成23年）2月13日：B特急停車駅から除外される。

## 駅構造

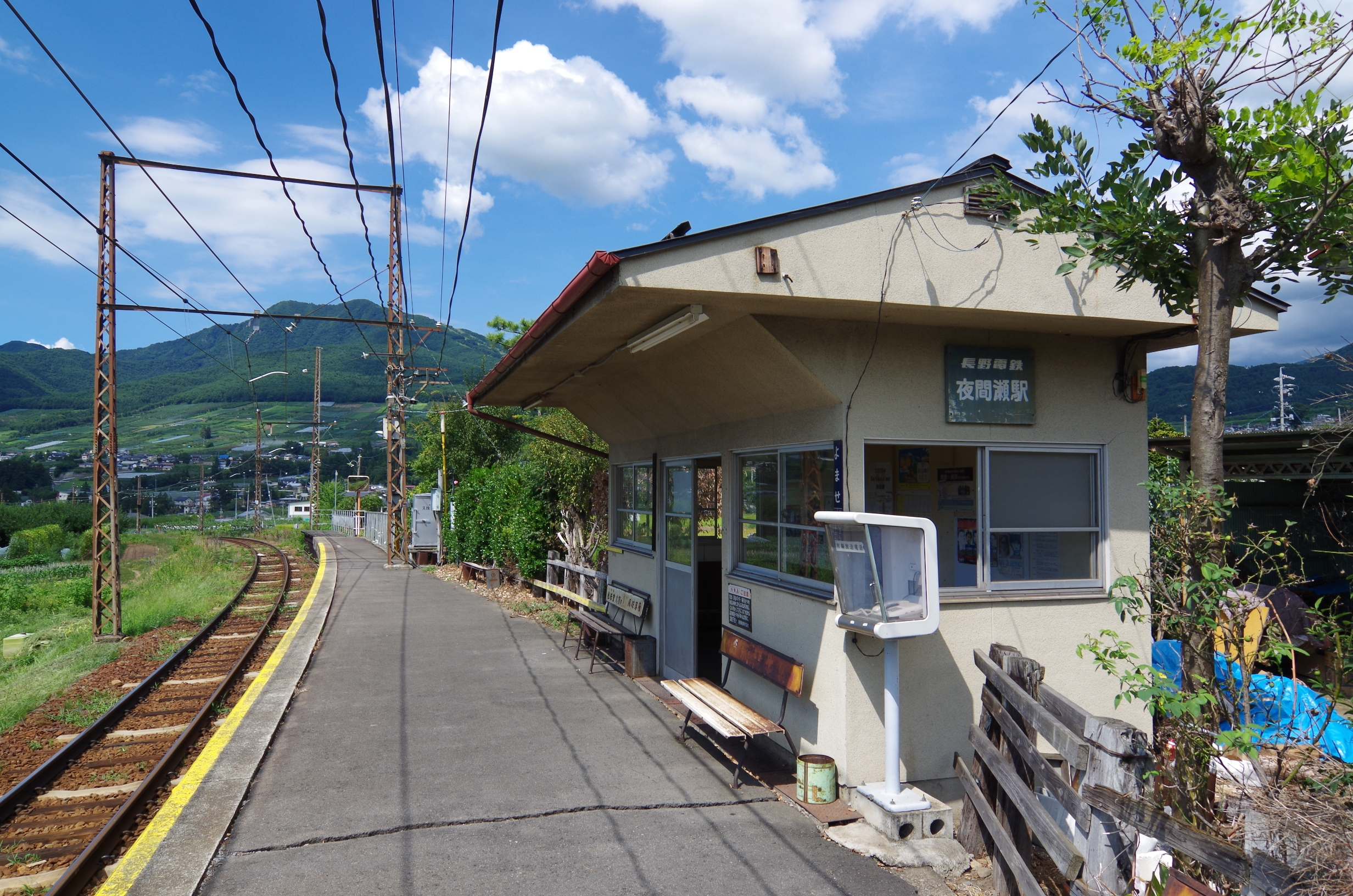
ホーム

単式ホーム1面1線を有する地上駅。かつては有人駅だったが、現在は簡素な待合室が設置されているのみの無人駅である。

## 利用状況
近年の一日平均乗車人員の推移は下記のとおり。
| 年度   | 一日平均 乗車人員 |
| ------ | ----------------- |
| 2010年 | 111               |
| 2011年 | 114               |
| 2012年 | 94                |
| 2013年 | 82                |
| 2014年 | 88                |
| 2015年 | 77                |
| 2016年 | 70                |
| 2017年 | 69                |
| 2018年 | 70                |

## 駅周辺
- 夜間瀬川
- 夜間瀬郵便局
- 山ノ内町立山ノ内西小学校
- JAながの 夜間瀬支所
- 国道403号

## バス路線
駅前の国道403号上に夜間瀬駅停留所がある。
長電バス
- スノーモンキーパーク 行、信州中野駅 行

楽ちんバス（山ノ内町コミュニティバス）
- 湯田中駅 行、裏落合 行

※「楽ちんバス」は山ノ内町の地域住民専用バス。

## 隣の駅
長野電鉄
■長野線
■A特急・■B特急
通過
■普通
信濃竹原駅 (N21) - 夜間瀬駅 (N22) - 上条駅 (N23)